# Goodman Hills
Goodman Hills är en kulle i Antarktis. Den ligger i Östantarktis. Australien gör anspråk på området. Toppen på Goodman Hills är 602 meter över havet.
Terrängen runt Goodman Hills är huvudsakligen kuperad, men den allra närmaste omgivningen är platt.  Trakten är obefolkad. Det finns inga samhällen i närheten. 